# Ligne Morice
Pour les articles homonymes, voir Morice.

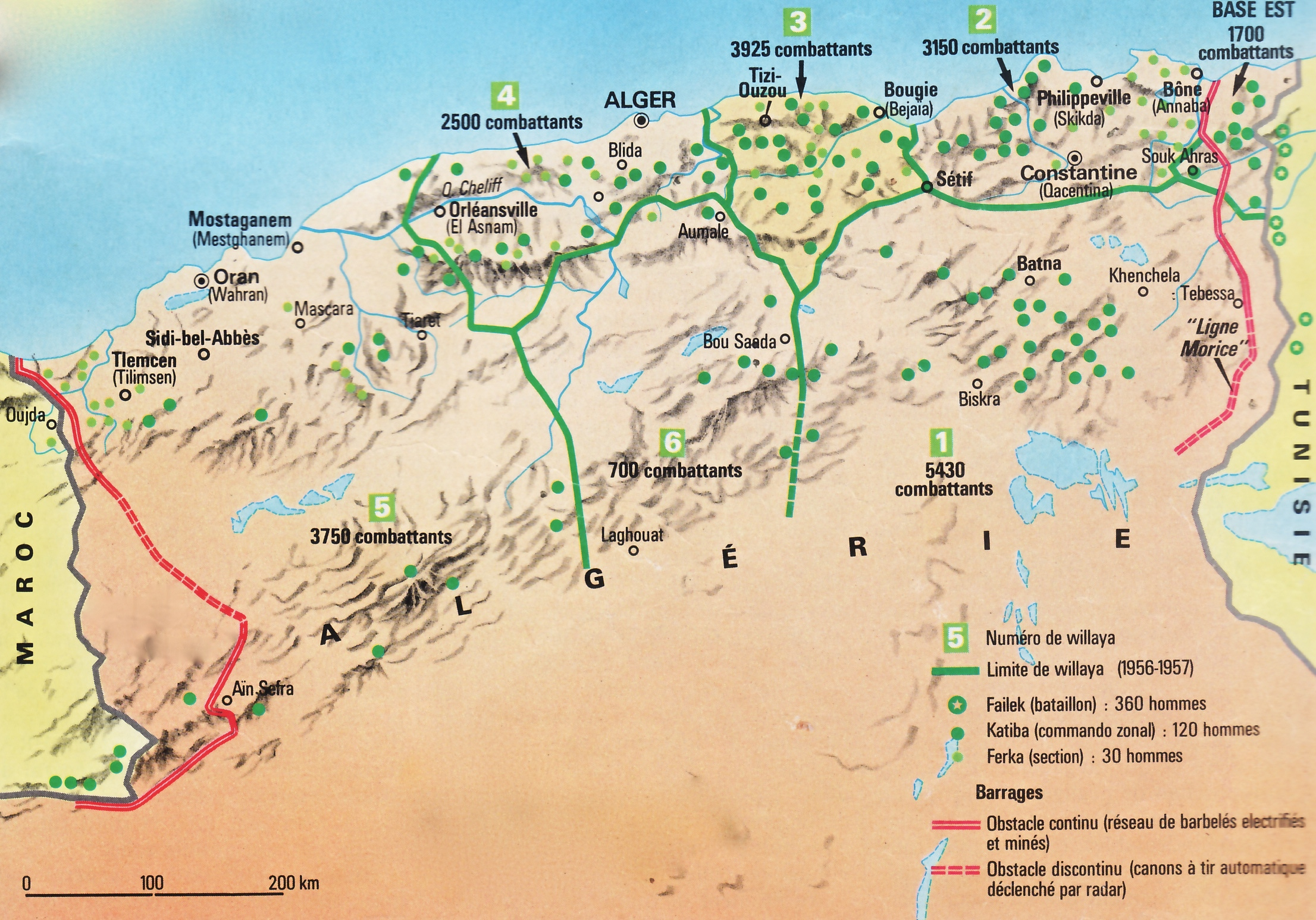
Barrières électrifiée militarisée de morice

La ligne Morice était une ligne de défense armée constituée pendant la Guerre d'Algérie, à partir de juillet 1957. Son nom provient d'André Morice, ministre français de la Défense de cette époque.

## Caractéristiques
La ligne Morice courait le long de la frontière entre l'Algérie, la Tunisie  et sur 460 km de la Méditerranée aux confins sahariens, jusqu'à 
la frontière marocaine afin de couper les combattants de l'Armée de libération nationale (ALN) de leurs bases à l'étranger. Elle a été la première ligne de défense française durant la bataille des Frontières.
Barbelée, électrifiée, minée et surveillée en permanence, elle a rempli son rôle. La ligne Morice a été partiellement doublée par la ligne Challe en 1959.
En janvier 1958, le général Salan donne l'ordre de détruire toutes les katibas venues ou à venir de Tunisie, avant ou après le franchissement du barrage. Il affecte au général Vanuxem, alors commandant de la zone Est Constantinois et responsable du barrage, toutes les réserves générales dont il dispose, c'est-à-dire le 1er régiment étranger de parachutistes (1er REP) du lieutenant-colonel Jeanpierre, le 9e régiment de chasseurs parachutistes (9e RCP) du colonel Pierre Buchoud, le 14e RCP du lieutenant-colonel Ollion, le 8e RPC du lieutenant-colonel Fourcade et le 3e RPC du colonel Bigeard ultérieurement remplacé par le colonel Trinquier.
Ces cinq régiments patrouillent sur les grands axes d'infiltration en complément du dispositif de protection normal du barrage, soit quatre régiments en avant de celui-ci, six régiments mécanisés chargés de la « herse » et six régiments des secteurs occupant le terrain. Trois détachements d'hélicoptères sont disponibles à Guelma, Tébessa et Bir el-Ater. Sur demande, un appui léger de l'aviation avec des North American T-6 Texan ou lourd avec des Corsair de l’aéronavale peut être fourni par les bases aériennes de Bône et de Tébessa.
Pour éviter une infiltration aérienne, plusieurs B-26C sont modifiés en chasseurs nocturnes équipés d'un radar AI Mk. X provenant d'un Gloster Meteor. Selon un article de 1998, en 1961, ils interceptent 38 avions légers et hélicoptères, en abattant 9.

## Mines antipersonnel

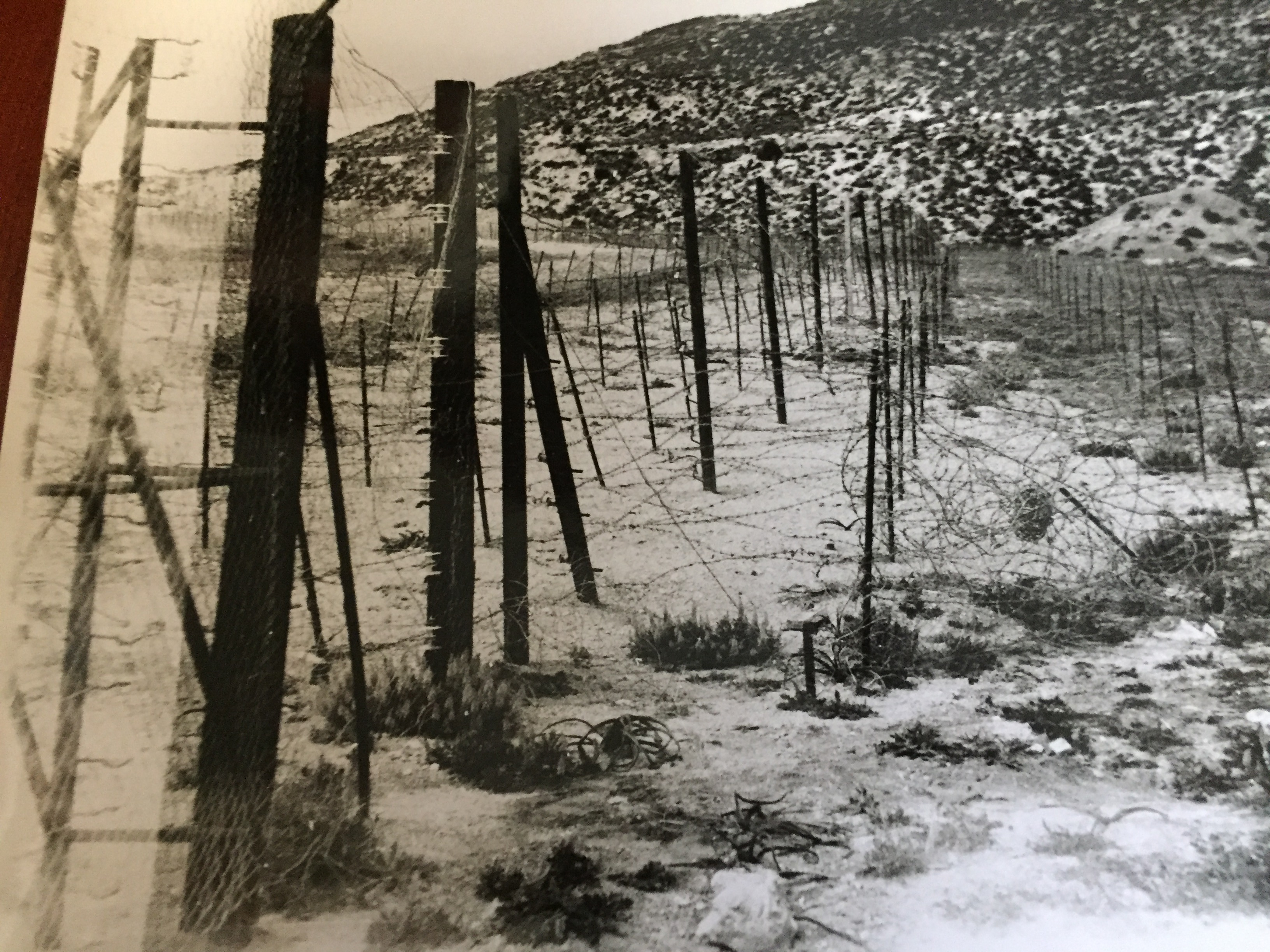
La ligne Morice vers 1958

Environ onze millions de mines terrestres ont été placées, principalement sur les lignes Morice et Challe, mais également dans quelques zones à l'intérieur du pays. La quasi-totalité sont des mines dites à effet de souffle. Environ huit millions sont supprimées jusqu'en 1988, puis les travaux de déminage sont interrompus durant la guerre civile algérienne des annees 1990.
On estime au début du XXIe siècle qu'il restait plusieurs centaines de milliers de mines terrestres (mines antipersonnel) non désactivées sur les plus de onze millions implantées par l’armée française sur l’ensemble du territoire.
Selon Alger, en comptant les engins explosifs déposés par les groupes terroristes durant la guerre civile algérienne et les mines utilisés par ses forces, il restait plus de trois millions de mines actives en 2004, année à laquelle le déminage reprend. Entre 2004 et 2012, 600 000 mines sont traitées.
Ces mines ont longtemps continué de causer des pertes a la population locale,. Officiellement, le nombre de victimes est de 3 500, mais Handicap international considère que ce nombre est sous-évalué. Pour la Campagne internationale pour l'interdiction des mines antipersonnel, le nombre de morts est 3 300 et de blessés 3 700.
C'est en octobre 2007 que le général Jean-Louis Georgelin, chef d’état-major des armées françaises, a officiellement remis à son homologue algérien, le général de corps d’armée Ahmed Gaïd Salah, les plans concernant les mines que l’armée française avait placées le long des lignes Challe et Morice entre 1956 et 1959. Cependant, les mines ayant été déplacées par les éléments naturels (pluie, vent, érosion), ces plans sont peu utiles.
L'Algérie a rejoint le Traité d'Ottawa ou Convention sur l'interdiction des mines antipersonnel en 2001, et en 2017, elle a annoncé formellement à Genève, l’achèvement des obligations de déminage de son territoire après des décennies de travail, obligations qui lui incombaient au titre de la Convention, en traitant 93 zones minées ou soupçonnées de l’être, dont 78 qui faisaient partie du barrage miné.